# Gajihan
Gajihan is een bestuurslaag in het regentschap Pati van de provincie Midden-Java, Indonesië. Gajihan telt 1615 inwoners (volkstelling 2010).